# Hirondina Joshua

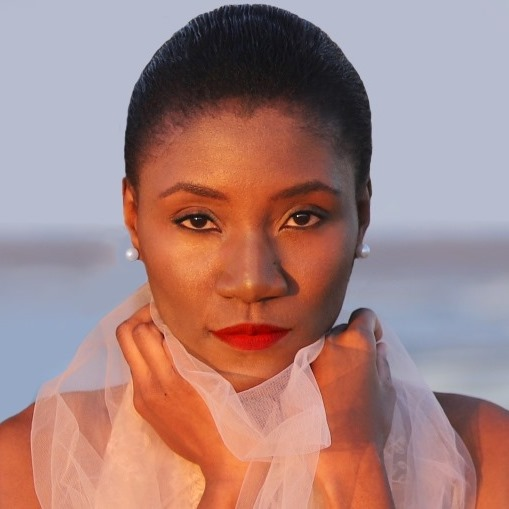
Hirondina Joshua in 2019

Hirondina Juliana Francisco Joshua(Maputo, 31 mei 1987) is een Mozambikaans schrijver.
Ze heeft gepubliceerd voor tijdschriften en bloemlezingen zoals Esperança e Certeza I (2006) en A Minha Maputo È (2012).

## Werke
- 2016. Os Ângulos da Casa. Pr. Mia Couto.[2]

- Library of Congress Control Number: no2019028537
- Virtual International Authority File: 1116155191920182440009
- WorldCat: E39PBJxGR8rRqDTgcKP9KhmmVC